# Estação Maragall

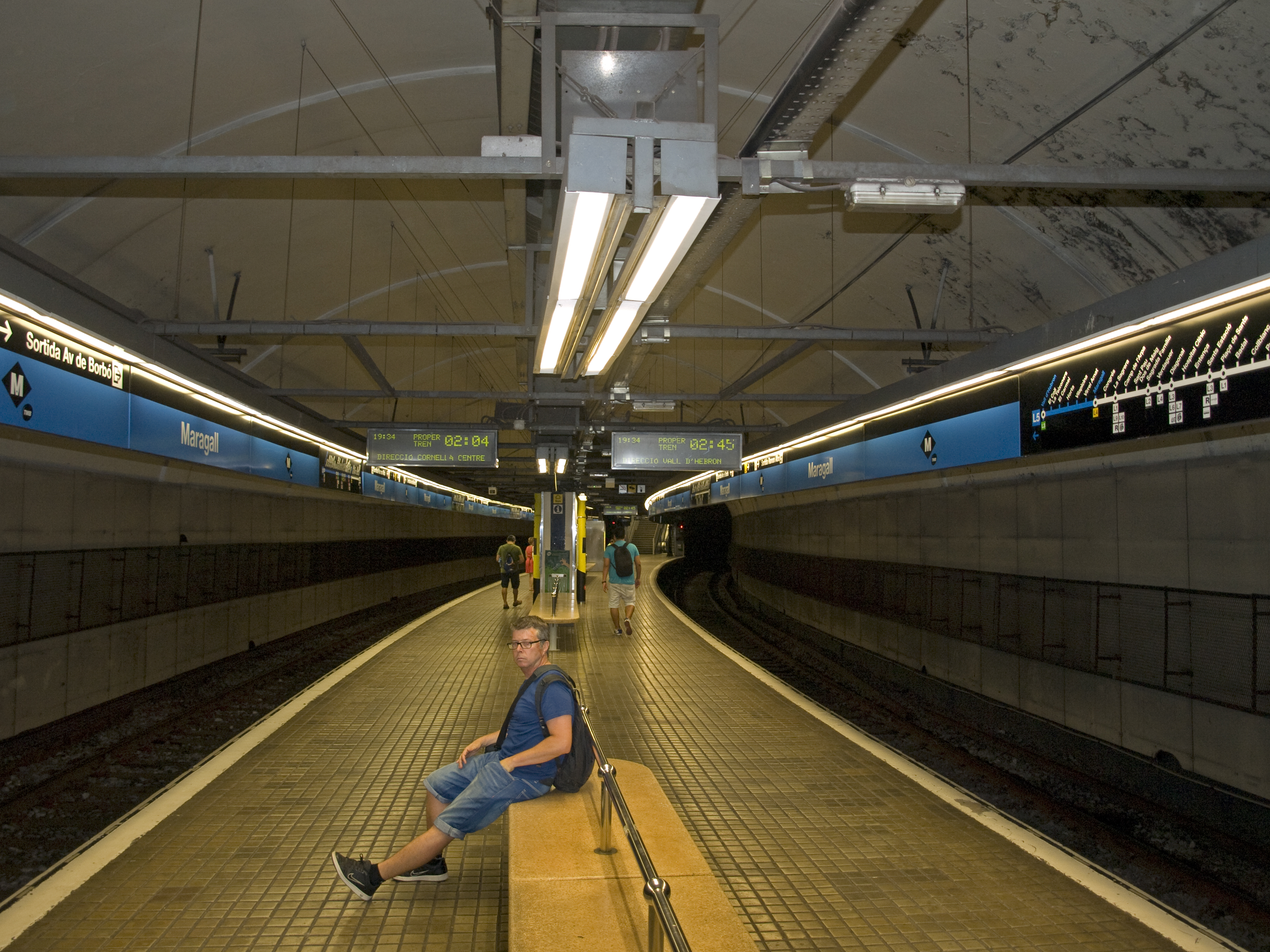
Estação Maragall, Linha 5

Maragall é uma estação das linhas Linha 4 e Linha 5 do Metro de Barcelona. A estação passou a atender a linha 5 a partir de 1959 e a Linha 4 em 1982.

## Facilidades
- escada rolante;